# Оліен (Нью-Йорк)
Оліен (англ. Olean) — місто (англ. city) в США, в окрузі Каттарогус штату Нью-Йорк. Населення — 14 452 особи (2010).

## Географія
Оліен розташований за координатами 42°5′2″ пн. ш. 78°26′6″ зх. д. / 42.08389° пн. ш. 78.43500° зх. д. (42.083943, -78.435119). За даними Бюро перепису населення США в 2010 році місто мало площу 15,97 км², з яких 15,30 км² — суходіл та 0,67 км² — водойми.

### Клімат
| Клімат : Оліену              | Клімат : Оліену | Клімат : Оліену | Клімат : Оліену | Клімат : Оліену | Клімат : Оліену | Клімат : Оліену | Клімат : Оліену | Клімат : Оліену | Клімат : Оліену | Клімат : Оліену | Клімат : Оліену | Клімат : Оліену | Клімат : Оліену |
| Показник                     | Січ.            | Лют.            | Бер.            | Квіт.           | Трав.           | Черв.           | Лип.            | Серп.           | Вер.            | Жовт.           | Лист.           | Груд.           | Рік             |
| Абсолютний максимум, °C      | 16,7            | 18,3            | 27,8            | 31,1            | 33,3            | 32,8            | 36,1            | 33,9            | 31,1            | 27,8            | 24,4            | 20,0            | 36,1            |
| Середній максимум, °C        | −0,6            | 1,1             | 6,7             | 13,3            | 20,0            | 24,4            | 26,1            | 25,6            | 21,1            | 15,6            | 8,3             | 2,2             | 13,7            |
| Середній мінімум, °C         | −11,7           | −11,1           | −6,1            | −0,6            | 4,4             | 9,4             | 12,2            | 11,7            | 7,2             | 1,1             | −2,2            | −7,8            | 0,6             |
| Абсолютний мінімум, °C       | −36,7           | −35,6           | −28,9           | −13,3           | −7,2            | −3,3            | 1,7             | −0,6            | −5              | −11,1           | −17,8           | −31,7           | −36,7           |
| Норма опадів, мм             | 59              | 49              | 70              | 79              | 86              | 129             | 107             | 96              | 105             | 80              | 81              | 70              | 1009            |
| ---------------------------- | --------------- | --------------- | --------------- | --------------- | --------------- | --------------- | --------------- | --------------- | --------------- | --------------- | --------------- | --------------- | --------------- |
| Джерело: The Weather Channel |                 |                 |                 |                 |                 |                 |                 |                 |                 |                 |                 |                 |                 |

## Демографія
Згідно з переписом 2010 року, у місті мешкали 14 452 особи в 6454 домогосподарствах у складі 3516 родин. Густота населення становила 905 осіб/км². Було 7154 помешкання (448/км²).
Расовий склад населення:
| - 90,6 % — білих - 3,7 % — чорних або афроамериканців - 1,3 % — азіатів - 0,7 % — корінних американців |

До двох чи більше рас належало 3,0 %. Частка іспаномовних становила 2,3 % від усіх жителів.
За віковим діапазоном населення розподілялося таким чином: 22,6 % — особи молодші 18 років, 61,7 % — особи у віці 18—64 років, 15,7 % — особи у віці 65 років та старші. Медіана віку мешканця становила 38,9 року. На 100 осіб жіночої статі у місті припадало 92,2 чоловіків; на 100 жінок у віці від 18 років та старших — 87,9 чоловіків також старших 18 років.
Середній дохід на одне домашнє господарство становив 57 802 долари США (медіана — 40 291), а середній дохід на одну сім'ю — 74 982 долари (медіана — 62 118). Медіана доходів становила 42 130 доларів для чоловіків та 36 773 долари для жінок. За межею бідності перебувало 22,8 % осіб, у тому числі 28,5 % дітей у віці до 18 років та 12,7 % осіб у віці 65 років та старших.
Цивільне працевлаштоване населення становило 6487 осіб. Основні галузі зайнятості: освіта, охорона здоров'я та соціальна допомога — 32,9 %, виробництво — 13,8 %, роздрібна торгівля — 12,3 %.